# Bitwa pod Mellrichstadt
Bitwa pod Mellrichstadt – starcie zbrojne, które miało miejsce dnia 7 sierpnia 1078 r. w trakcie walk niemieckiego króla Henryka IV z antykrólem Rudolfem von Rheinfelden. 
W trakcie walk króla Henryka IV z antykrólem Rudolfem von Rheinfelden obie strony starały się przejąć inicjatywę, gromadząc swoje wojska na granicy Turyngii i Frankonii pod Mellrichstadt. Celem Henryka IV było zapobieżenie połączeniu się wojsk saskich i szwabskich. 
Gdy doszło do starcia walka szybko przerodziła się w pojedyncze pojedynki rycerskie, w których walczono zażarcie. Tam, gdzie szala zwycięstwa przechodziła na jedną stronę, dany oddział przeciwnika wycofywał się z pola walki. Sytuacja taka spotkała zarówno Rudolfa, który wycofał się do Saksonii, jak i Henryka IV który ścigany przez Ottona z Northeimu zmuszony był uciekać do Würzburga. Straty po stronie wojsk królewskich były wysokie, kronika Bertholda von Reichenau szacuje je na 5000 mniej znacznych i 30 możnych rycerzy, wśród nich Diepolda II von Vohburg, Henryka von Lechsgemünd i Eberharda Brodatego. Rudolf utracił 80 ludzi wśród których znajdował się arcybiskup Magdeburga Werner von Steußlingen. Miał on jakoby jako ostatni zbiec z pola walki i zostać zamordowany przez plądrujących to miejsce chłopów. Zwycięstwo Rudolfowi zapewniły oddziały palatyna Friedricha von Sommerschenburg, który w decydującej chwili pojawił się na placu boju. Po bitwie Henryk skierował się do Szwabii, gdzie w zemście zniszczył liczne kościoły i cmentarze. 